# 查納榮·拉塔納散素旺
查納榮·拉塔納散素旺（1939年—），也被稱為拉塔納，前羽球運動員和教練，曾代表泰國和加拿大參加國際比賽。
憑藉著令人印象深刻的機動性和穩定性，在1960年代，查納榮·拉塔納散素旺被評為世界精英單打選手。他在1963年打進了著名的全英羽球錦標賽決賽，1964年和1965年進入半決賽，並贏得了加拿大羽球公開賽（1964年、1965年）和美國羽球公開賽（1964年、1968年）。他在1961年和1964年代表泰國參加湯姆斯盃並在隊中發揮了主導作用，分別獲得亞軍和季軍。
在1960年代中期，他從泰國搬到北美，在美國留學後永久定居在加拿大。作為一名球員兼教練，他代表加拿大參加了三場湯姆盃比賽（1970年、1973年、1976年），並在退出高水平比賽之前，與前泰國隊友拉費·勘查納拉費一起贏得了加拿大羽球公開賽男子雙打冠軍。
作為一名教練，他從1967年到1973年及1979年到1986年兩度領導加拿大國家隊。他還指導加拿大球員參加1980年、1983年和1985年的BWF世界錦標賽；1970年、1982年和1986年的大英國協運動會；1981年和1984年的優霸盃；1970年、1976年和1986年的湯姆斯盃；和1996年的奧運會。
由於他在羽球方面的成就，他已入選瑞典、泰國和美國的體育名人堂。他於1978年獲得加拿大傑出年輕人Vanier獎，並於1997年獲得艾伯塔省3M教練獎，1987年獲得加拿大政府頒發的優異獎，1988年獲得國際羽球聯合會優秀服務獎。